# Alonzo
Alonzo，本名Kassim Djae，1982年7月25日出生于马赛，是一名法国男歌手，Psy 4 de la rime乐队成员。

## 生平
Alonzo出生于马赛的一个科摩罗家庭。1995年，他与同住在Plan d’Aou街区的Soprano、Vincenzo和DJSya Styles组建Psy 4 de la rime乐队。2009年，Alonzo开始独自制作音乐，并发布了首张个人专辑《Un Dernier Coup d’œil dans le Rétroviseur》。2015年Sya Styles突然离世，Psy 4 de la rime一度停止活动，Alonzo也专注于个人专辑的编辑和发行。2024年，Alonzo再次与Soprano合作，并在同年5月8日通过演唱会的形式来迎接巴黎奥运会圣火在马赛的传递活动，此后他们宣布Psy 4 de la rime乐队将于2027年重归。

## 个人专辑
- Un dernier coup d'œil dans le rétroviseur（2009年）
- Les temps modernes（法语：Les Temps modernes (album)）（2010年）
- Amour, gloire & cité（法语：Amour, gloire & cité）（2012年）
- La Belle Vie（2014年）
- Règlement de comptes（法语：Règlement de comptes (album d'Alonzo)）（2015年）
- Capo Dei Capi, Volume I（2015年）
- Avenue de Saint-Antoine（法语：Avenue de Saint-Antoine (album d'Alonzo)）（2016年）
- 100 %（2017年）
- Stone（法语：Stone (album d'Alonzo)）（2019年）
- Quartiers Nord（2022年）
- Capo Dei Capi, Volumes II & III（2022年）